# Anders Öhberg
Anders Öhberg, född 13 augusti 1953, är strategisk rådgivare på Studieförbundet Vuxenskolans huvudkontor i Stockholm, tidigare presschef och under sept 2015 till maj 2016 t f förbundschef. 
Fram till 1 april 2007 var Öhberg verkställande direktör och chefredaktör för de båda fådagarstidningarna Västerbottningen och Nord-Sverige.
Anders Öhberg kom till Västerbottningen 1980 och blev chefredaktör och vd 1989. 
1999 blev han också chefredaktör och vd för tidningen Nord-Sverige.
Anders Öhberg har varit ordförande i Fådagarstidningsgruppen och suppleant i Tidningsutgivarnas styrelse.
I sin ungdom var Anders Öhberg aktiv inom Centerpartiets ungdomsförbund, CUF.
I maj 2007 utnämndes Anders Öhberg av regeringen till styrelseordförande i stiftelsen Norrlandsfonden ett uppdrag han hade fram till juli 2016. Anders Öhberg satt också under många år i Presstödsnämnden. Idag är han styrelseledamot i Nordreportern AB samt vd och styrelseledamot i det av Studieförbundet Vuxenskolan helägda dotterbolaget Humanus Utbildning AB.